# Shudō

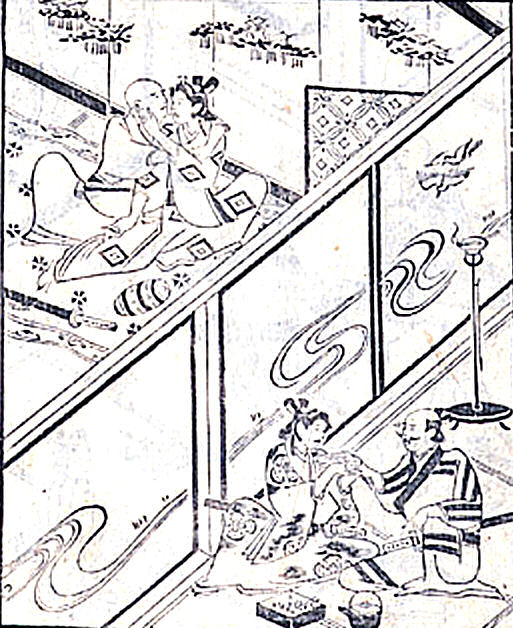
Un encuentro de tipo shudō entre un samurái joven y otro adulto. Sacado de "historia del shudō" (衆道物語) 1661.

El shudō (衆道 shudō?) fue una tradición japonesa de homosexualidad estructurada por la edad, prevalente en la sociedad samurái desde su periodo medieval hasta el fin del siglo XIX. La palabra es una abreviatura del término wakashudō (若衆道), «El camino del joven hombre» o mejor dicho, «La vía del "joven" (若 waka) "hombre" (衆 shū)». El término dō (道) se relaciona con la palabra china tao, considerada como una estructurada disciplina y cuerpo del conocimiento así como «un camino para despertar».
En la pareja, el de mayor edad era conocido como el nenja (念者) y el joven era conocido como wakashū (若衆).

## Orígenes
El término shudō aparece por primera vez en el siglo XVII; es precedido por la tradición homosexual japonesa entre bonzos y acólitos, conocida como chigo. El legendario y supuesto fundador de este tipo de relaciones en Japón es Kūkai, también conocido como Kōbō Daishi, el fundador de la escuela Shingon, del cual se dice trajo consigo los conocimientos el amor masculino junto con los conocimientos del Shingon. El Monte Koya, donde el monasterio de Kōbō Daishi se encuentra hoy, fue un sinónimo de amor masculino hasta el final del período premoderno. 
A pesar de la atribución del amor masculino a Kūkai, las raíces reales de la homosexualidad en el Japón se remonta a algunos de los primeros textos en japonés tales como el Kojiki (古事記?) y el Nihonshoki (日本書紀?).

## Aspectos culturales
Las enseñanzas de shudō entró en la tradición literaria y se pueden encontrar en obras como el Hagakure (叶隠?) y en otros manuales samuráis. El shudō, en su aspectos pedagógicos, marciales y aristocráticos, está muy análogo a la antigua tradición griega. 
La práctica se llevó a cabo en alta estima, y fue alentada, especialmente dentro de la clase samurái. Se consideró que era beneficioso para la juventud, enseñándoles la virtud, la honestidad y el aprecio de la belleza. Su valor se contrasta con el amor de la mujer, que es culpa de feminización de los hombres. 
Gran parte de la historia y la literatura de ficción de la época elogió la belleza y valor de los jóvenes fieles al shudō. El historiador moderno Jun'ichi Iwata elaboró una lista de 457 títulos de este tipo de los siglos XVII y XVIII.
Con el aumento en el poder y la influencia de los comerciantes, los aspectos de la práctica de shudō fueron adoptadas por las clases medias, y las expresiones homoeróticas en Japón comenzaron a estar más estrechamente asociada con los actores itinerantes kabuki conocido como tobiko (飛子?), "chicos voladores", que trabajaban como prostitutos.
En el periodo Edo (1600-1868), actores de kabuki (conocido como onnagata —forma femenina— por la reproducción de roles femeninos), a menudo ejercían la prostitución fuera de la escena. Los kagema eran hombres prostitutos que trabajaban en burdeles especializados llamado kagemajaya (陰間茶屋: casas de té kagema). Tanto los actores kabuki como los kagema fueron muy solicitados por los nobles de la época, que no desdeñaban la práctica danshoku/nanshoku, o de amor masculino.
A partir de la restauración Meiji y el aumento de la influencia occidental, el cristianismo comenzó a influir en la cultura, dando lugar a un rápido declive de las prácticas homoeróticas, sancionadas a finales del siglo XIX.
- Datos: Q1368546
- Multimedia: Shudō / Q1368546